# جواد محتشمیان
سید جواد محتشمیان (زادهٔ ۵ اسفند ۱۳۲۶ در کاشان) گزارشگر ورزشی، بازیکن و مربی پیشین تیم ملی والیبال مردان ایران است.
او به عنوان گزارشگر والیبال و بسکتبال ایران از سال ۱۳۶۴ در صدا و سیمای جمهوری اسلامی ایران مشغول به کار است.

جواد محتشمیان در ترکیب تیم تاج تهران با شماره پیراهن ۶، سال ۱۳۵۵ خورشیدی

## زندگی و فعالیت
سید جواد محتشمیان در پنجم اسفند ۱۳۲۶ در شهر کاشان به دنیا آمد.
پس از تحصیلات پایه در کاشان، برای تحصیل در رشتهٔ تربیت بدنی، در سال ۱۳۵۰ وارد دانشگاه تربیت معلم تهران شد، که با تیم والیبال دانشگاه تربیت معلم، قهرمان دانشگاه‌های کشور شد. وی پس از بازی در تیم‌های والیبال باشگاهی، از جمله باشگاه تاج تهران، به تیم ملی والیبال مردان ایران راه یافت. وی با تیم تاج تهران سومی جام پاسارگاد ۱۳۵۴ و در ادامه عنوان قهرمانی در جام پاسارگاد ۱۳۵۵ و جام پاسارگاد ۱۳۵۶ را به دست آورد. پس از آن در دانشگاه شریف به عنوان هیئت علمی پذیرفته و به تدریس مشغول شد.
وی در سال ۱۳۶۳، پس از مربیگری تیم والیبال تهران، قهرمان کشور شد و پس از آن به عنوان نخستین مربی پس از انقلاب تیم ملی والیبال زیر ۲۱ سال مردان ایران عازم ریاض، عربستان شد. همچنین در استرالیا به عنوان مربی تیم ملی والیبال مردان ایران این تیم را همراهی نمود. در سال ۱۳۷۲، برای اخذ مدرک مربیگری بدنسازی، از طرف کمیته ملی المپیک جمهوری اسلامی ایران به کشور آلمان سفر کرد و پس از آن مربی بدنساز تیم ملی والیبال ایران شد. وی همچنین دارای مدرک بین‌المللی گرید A در مربیگری والیبال است.
وی به عنوان سرمربی تیم ملی والیبال ناشنوایان در چین تایپه، در سال ۱۳۸۲ به مقام دوم آسیا دست یافت. همچنین به عنوان مربی تیم‌های فتح و پیکان، نایب قهرمان و قهرمان آسیا شد.
جواد محتشمیان به مدت ۳۸ سال، مدرس فدراسیون والیبال ایران بوده‌است. وی از سال ۱۳۶۴، در صدا و سیمای جمهوری اسلامی ایران، مشغول به کار گزارش بازی‌های والیبال است.
وی همواره یکی از منتقدان اصلی سرمربیان تیم ایران در دههٔ ۱۳۹۰ از جمله اسلوبودان کواچ و ایگور کولاکوویچ بود و همواره از این سرمربیان و روند مربیگری آن‌ها در گزارش‌ها و مصاحبه‌هایش انتقاد می‌کرد که با واکنش‌های زیادی از سوی مخاطبین و اهالی والیبال در ایران مواجه می‌شد.
وی همچنان به عنوان با سابقه‌ترین گزارشگر والیبال ایران از دههٔ ۱۳۶۰ در صدا و سیمای جمهوری اسلامی ایران مشغول به کار است.

## تیم‌ها

### به عنوان بازیکن
- تاج کاشان
- تاج رشت
- دانشگاه تربیت معلم
- تاج تهران

### به عنوان مربی
- دانشگاه تربیت معلم
- هما
- شیشه و گاز
- تیم ملی والیبال زیر ۲۱ سال مردان ایران
- تیم ملی والیبال مردان ایران
- تیم ملی والیبال ناشنوایان ایران
- فتح تهران
- پارس خودرو
- باشگاه پیکان
- جوانان تهران
- دانشگاه علوم پزشکی تهران

## دیگر عناوین و فعالیت‌ها
- قهرمان پرش سه گام ۱۳۴۶ استانی (آموزشگاه‌ها)
- قهرمان پرش طول ۱۳۵۲ کشوری (دانشگاه‌ها)
- قهرمان پرش سه گام ۱۳۵۲ کشوری (دانشگاه‌ها)
- تهیه کنندهٔ برنامه‌های آموزشی «آموزش والیبال» و «نرمش در خانه» در صدا و سیمای جمهوری اسلامی ایران
- جایزهٔ گزارشگر ورزشی صدا و سیما ۱۳۸۵